# Małyszenka
Małyszenka (ros. Малышенка) – wieś (sieło) w Rosji, w obwodzie tiumeńskim, w rejonie gołyszmanowskim. W 2010 liczyła 768 mieszkańców.